# Darius Kaiser
Darius Kaiser (* 15. Oktober 1961 in Tychowo, Polen als Dariusz Kajzer) ist ein ehemaliger professioneller Radrennfahrer.

## Karriere
1984 hatte er seinen ersten Auslandseinsatz für die Nationalmannschaft. Er startete in der DDR-Rundfahrt und belegte dort den 48. Platz der Gesamtwertung. 1985 gewann Kaiser für die Auswahlmannschaft der Volksrepublik Polen die fünfte Etappe der Polen-Rundfahrt. 1987 siedelte er in die Bundesrepublik Deutschland über, wo er sich in Hamburg niederließ und für den Radsportverein Germania Hamburg von 1923 fuhr. Ein Jahr darauf wurde er schließlich Zweiter der Deutschen Straßenmeisterschaft bei den Amateuren und ins Team Stuttgart, das Vorgängerteam des Team Telekom, aufgenommen.
Kaisers erfolgreichstes Jahr als Profi war 1989. In diesem wurde er Deutscher Meister im Straßenrennen, Zweiter der Luxemburg-Rundfahrt und Dritter in der Gesamtwertung der Coca-Cola-Trophy. Zudem gewann er die erste Etappe des Schwabenbräu-Cups. In der darauffolgenden Saison wurde er des Weiteren Deutscher Vizemeister im Straßenrennen und ins Fahreraufgebot des Team Telekom aufgenommen. Erfolge feierte er außerdem bei Querfeldeinrennen auf dem Mountainbike.
1991 musste Kaiser nach einer schweren Verletzung vom professionellen Straßenradsport zurücktreten. Von 1992 bis 2021 führte er ein Fahrradfachgeschäft im Kölner Stadtteil Raderberg.